# James M. Gavin
James M. Gavin (eredeti nevén James Nally Ryan) (New York, 1907. március 22. – Baltimore, 1990. február 23.) az Amerikai Egyesült Államok legfiatalabb tábornoka a második világháborúban. Gavint nagy tekintély övezte már a háború folyamán, katonái az „Ugró Jim” vagy a „Karcsú Jim” névvel illették. Közvetlen vezetési stílusát több, beosztása alá tartozó tiszt elsajátította (például Benjamin Vandervoort alezredes). A bevetéseken az első vonalakban harcolt, együtt ugrott a katonáival és általában ő is egy M1 Garand karabélyt hordott hasonlóan a közlegényekhez és nem M1 Carbine karabélyt és M1911 pisztolyt, mint a tisztek általában.

## Élete a háború előtt
Brooklynban született ír bevándorlók gyermekeként. Sorsa nem indult jól, már kétévesen örökbe fogadta a pennsylvaniai Gavin család (igazi édesapjának kilétét sem lehetett pontosan meghatározni). Nevelőszülei bányászok voltak, akiknek munkájában a fiatal James már tizenkét éves korától kénytelen volt segíteni, noha életcélja nem ez volt: megpróbáltak belőle szénbányászt nevelni, melynek az lett az eredménye, hogy tizenhetedik születésnapja előtt New Yorkba szökött. Itt munkát keresett, ám hamarosan belépett a hadseregbe. Mivel 18 éven aluli volt, azt hazudta a toborzóirodában, hogy árva (a 18 éven aluliaknak szülői beleegyezéssel lehetett csak belépni a hadseregbe). 1924-ben megkezdődött a kiképzése a panamai Fort Shermanban, itt kiváló minősítést kapott, azonban a west pointi Katonai Akadémiára nem jelentkezhetett, mivel nem volt érettségije. Sikerült azonban befejezni középiskolai tanulmányait, és 1925-ben már West Pointban kezdte a következő tanévet. Akadémiai évei alatt sokat olvasott, akár hajnalban, ébresztő előtt; ha csak akkor volt rá ideje.
1929-ben végezte el az akadémiát, ekkor nevezték ki hadnagynak, és vette el Irma Baulsirt.
Gavin ez után a mexikói határra került a 25. gyalogezredhez Arizonába, itt három évet szolgált, majd a georgiai Fort Benningbe helyezték oktatónak. Az itt töltött évek alatt tisztult le vezetői stílusa. Házassága nem alakult fényesen: felesége visszaköltözött szüleihez, akiknél 1933 végén világra hozta Gavin első gyermekét Barbarát.
A Fort Benning után Oklahomába helyezték Fort Sillbe, majd 1936-tól másfél évig a Fülöp-szigeteken szolgál. 1938-ban léptették elő századossá, ekkor a 7. gyalogezred egyik századának vezetését bízták rá.
1940-ben visszakerült West Pointba harcászatoktatónak. Feladatát képezte a Blitzkrieg elemzése. Az Eben-Emael Erőd elfoglalása rádöbbentette az ejtőernyős alakulatok fontosságára, majd belépett az éppen szerveződő amerikai ejtőernyősökhöz. Az ejtőernyős kiképzés után 1941 őszén léptették elő őrnaggyá. 1942-ben átkerül a 82. légi szállítású hadosztályhoz, amelyet ekkor szerveztek át ejtőernyős-hadosztállyá, a hadosztályon belül az 505. ezredet irányította, emiatt 1942 augusztusában ezredessé léptették elő.

## A második világháborúban
Az első bevetésére 1943. július 10-én került sor a Husky hadművelet keretein belül. A szicíliai bevetés során ugyanazzal a helyzettel szembesült, mint a későbbi bevetések során: katonái szétszóródtak, így az ejtőernyősök csak kis csoportokban tudtak harcolni.
Normandiában hasonló helyzettel kellett szembesülnie. A nagy változás 1944. augusztus 27-én érte, mikor Matthew B. Ridgway tábornok áthelyezésével kinevezték a 82. légi szállítású hadosztály élére, egyben dandártábornokká léptették elő. A Market Garden hadművelet során gerince megsérült, ám nem mutatta ki a fájdalmait, harcolt a katonáival együtt, ezután egy kicsit sántított.

## A háború után
Első feleségével nem folytatta a rosszul működő házasságát: a háború után elváltak. Gavin 1948-ban újranősült, Jean Emert Duncant vette el feleségül, összesen három lányuk született, valamint Gavin örökbe fogadta Jean első házasságából származó lányát.
Szervezői tevékenységét tovább folytatta a háború után, egészen nyugdíjazásáig, 1958-ig. 1961-1962 között Kennedy elnök kérésére elvállalta a franciaországi nagykövetséget.

## Érdekességek
Gavin öt könyvet írt: első könyvét (Airborne Warfare) a légi szállítású egységet jövőjéről, másodikat a hadseregből való kilépésének okairól, negyediket a vietnámi háborúról, ötödiket pedig háborús visszaemlékezéseiről (On Berlin, Battles of an Airborne Commander 1943-1946).
Gavin két filmben működött közre, mint szakértő: A leghosszabb napban és A híd túl messze van című filmekben. Az elsőben Robert Ryan, a másodikban Ryan O’Neal játszotta Gavin szerepét.